# Eois incandescens
Eois incandescens là một loài bướm đêm trong họ Geometridae.